# Estrada de Ferro Pirahyense
A Estrada de Ferro Pirahyense iniciou seus trabalhos de construção da linha de Sant'Anna (atual Santanésia) a Passa Três, no município de Rio Claro, em 24 de novembro de 1879. Em 8 de julho de 1883, inaugurou-se o tráfego até Passa Três, totalizando 33 km de tráfego. A linha de Santana a Passa Três utilizava bitola métrica, sendo de 0,015m a maior declividade e 150 metros o raio mínimo das curvas.
Esta linha foi incorporada em 1889 à Viação Férrea Sapucaí, juntamente com a Estrada de Ferro Santa Isabel do Rio Preto.